# Lenga

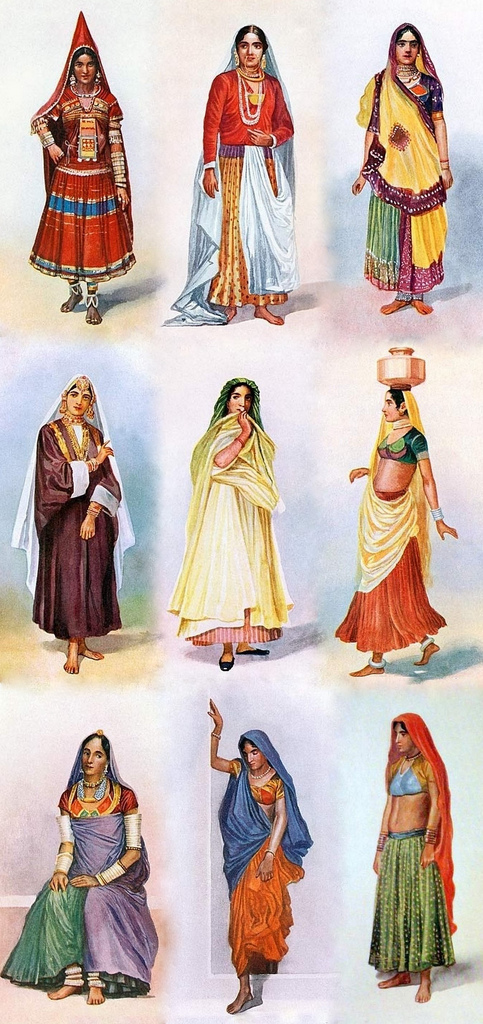
Illustration över olika regionala variationer av Lenga Choli.

Lenga (Lehngha), Gagra (Ghagra) eller Chaniya, är en indisk långkjol fäst vid midjan, oftast med dekoration i form av brodyr, Zari, zardozi och paljetter. Formen kan variera från att vara åtsittande runt benen till att vara utsvängd. Lenga är ett traditionellt plagg i Rajasthan och Gujarat. Tillsammans med blus (choli), och sjal (dupatta) bildar lenga klädesdräkten Lengha Choli, eller Gagra choli. Dräkten introducerades under Mogulriket.

## Galleri

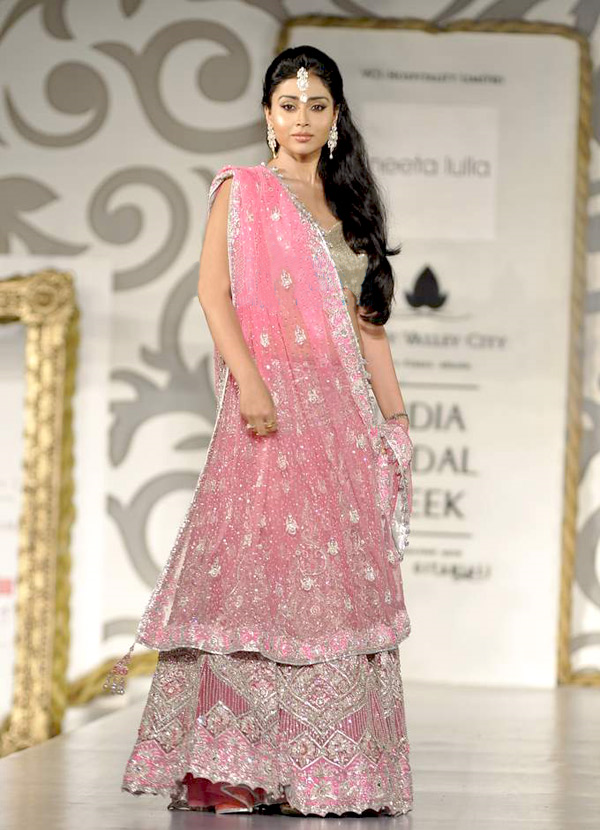
Skådespelerskan Shriya Saran vid Aamby Valley City India Bridal Week 2010.
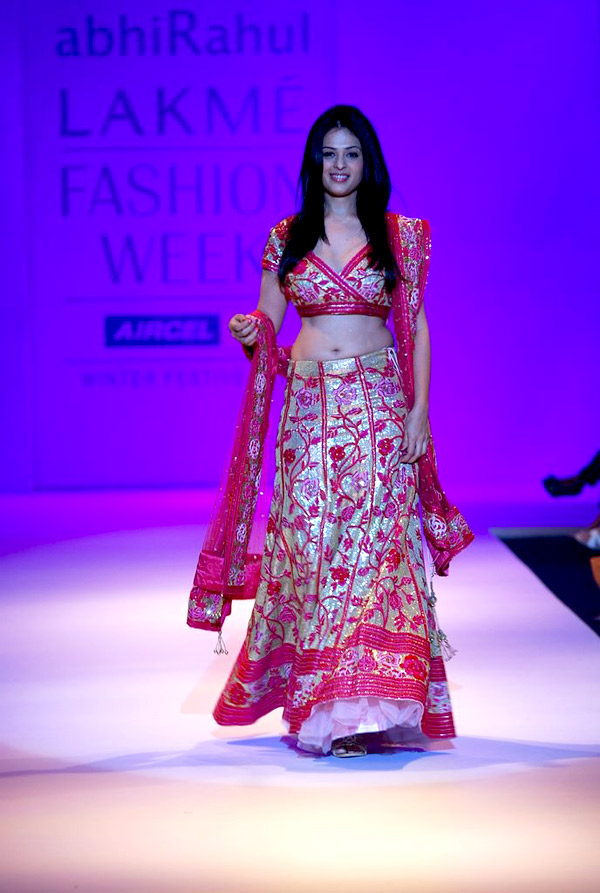
Anjana Sukhani vid Lakme Fashion Week.